# Denizlispor Kulübü
El Denizlispor Kulübü és un club deportiu turc de la ciutat de Denizli. A més del futbol té seccions de voleibol, basquetbol, tennis taula, escacs i gimnàstica.

## Història
El Denizlispor va ser fundat el 26 de maig de 1966 com a resultat de la fusió de dos petits equips juvenils anomenats Çelik Yeşilspor Gençlik i Pamukkale Gençlik. El primer nom del club fou Club Juvenil Denizlispor. Les seves millors temporades han estat la 2001-2002 i 2003-2004 on acabà cinquè a la primera divisió.

## Palmarès
- Copa TSYD (2)

## Presidents
| - 1965-67 Dr. Samim Gök - 1967-67 Ahmet Bahan - 1968-69 Turan Bahadır - 1969-70 Ali Dartanel - 1969-70 Halil Narin - 1970-71 Ali Dartanel - 1970-71 Rafet Tavaslıoğlu - 1971-72 Turan Bahadır - 1971-72 Halil Narin - 1972-73 Ali Dartanel - 1972-73 İhsan Ölcer - 1973-74 Necati Dalaman - 1974-75 Hasan Gönüllü - 1975-76 Mehmet Sevil - 1976-77 İhsan Ölcer - 1976-77 Yılmaz Kandemir - 1976-78 Kemal Bağbaşlıoglu - 1978-79 Samim Gök | - 1978-79 Nail Yıldız - 1978-79 Samim Gök - 1979-80 Nail Yıldız - 1980-81 Mehmet Eskicioğlu - 1980-81 Nail Yıldız - 1980-81 Selami Damgacı - 1981-84 Ahmet Dardar - 1983-84 Ali Dartanel - 1984-87 Ahmet Dardar - 1986-90 Ali Baysal - 1990-91 Ali İpek - 1991-93 Ahmet Dardar - 1993-99 Ali Marım - 1999-00 Selami Urhan - 2000-03 Mustafa Baysal - 2003-05 Zafer Katrancı - 2005-?? Ali İpek |